# 資源能源廳
資源能源廳（日语：資源エネルギー庁）是日本行政機關之一，為經濟產業省的外局。1973年建立。根据經濟產業省設置法第16条，其使命是確保礦產資源和能源的穩定高效供應，並促進其合理利用。

## 外部連結
- 資源エネルギー庁 （页面存档备份，存于）（日語）